# Gaetano Müller
Gaetano Müller (Napoli, 9 gennaio 1850 – Gallipoli, 7 febbraio 1935) è stato un vescovo cattolico italiano.

## Biografia

Salma del vescovo Gaetano Müller

Il vescovo proveniva da una famiglia cattolica: il padre era dottore in legge, la madre invece era figlia del generale della Piazza e del Genio di Gallipoli.
Il dolore caratterizzò tutta la sua intera giovinezza in quanto divenne orfano a pochissimi anni e fu affidato alle cure dello zio generale; quest'ultimo ascoltò sempre il suo spirito e la sua vocazione sacerdotale.
Frequentò il liceo arcivescovile di Napoli e subito si manifestarono le sue doti e qualità migliori. Dopo il conseguimento del diploma, si laureò, divenendo così dottore in Santa Teologia. Fu un docente ricercatissimo e fu invitato dai suoi superiori ad insegnare prima ad Aquino, poi a Pozzuoli e a Napoli presso la Curia. Nel giro di pochissimi anni don Gaetano salì molto velocemente i gradi della gerarchia ecclesiastica divenendo prefetto, ecclesiastico superiore, vice segretario della curia.

### Vescovo di Gallipoli
Nel 1898 Mons. Sarnelli (divenuto arcivescovo) propose il suo nome a papa Leone XIII e il 18 marzo fu nominato vescovo dell'antica ed insigne diocesi di Gallipoli. Ricevette la consacrazione episcopale l'11 settembre dello stesso anno, fece il solenne ingresso nella città nel gennaio del 1899. Una delle più illustri gallipoline offrì una pregevole carrozza per permettergli il transito: gli stessi cittadini trainarono la carrozza tra un mare di uomini e donne esultanti. Si mostrò molto disponibile verso il popolo e provvide a restaurare la cattedrale (alcune tele mostravano segni di cedimento).
Nel 1903 svolse la sua prima visita pastorale e quattro anni dopo inviò una lettera a papa Pio X affinché facesse costruire un seminario nella città e mantenesse l'obbligo dell'insegnamento della religione cattolica negli istituti primari. Allo stesso periodo risale un'altra lettera (redatta insieme ad altri vescovi pugliesi) relativa alla superiorità e alla precedenza del Sacramento del Matrimonio, rispetto all'atto civile. Nel 1915, l'Italia entrò in guerra ed Egli invitò i cittadini alla penitenza e alla preghiera.
Dal 1927 resse anche la diocesi di Nardò. Morì all'età di 85 anni il 7 febbraio 1935. Volle un funerale umilissimo: sulla salma vi fu solo un omaggio floreale di Achille Starace; la bara sormontata dalla mitria e dal pastorale fu collocata nella cappella del SS. Sacramento nella cattedrale di Gallipoli.

## Genealogia episcopale
La genealogia episcopale è:
- Cardinale Scipione Rebiba
- Cardinale Giulio Antonio Santori
- Cardinale Girolamo Bernerio, O.P.
- Arcivescovo Galeazzo Sanvitale
- Cardinale Ludovico Ludovisi
- Cardinale Luigi Caetani
- Cardinale Ulderico Carpegna
- Cardinale Paluzzo Paluzzi Altieri degli Albertoni
- Papa Benedetto XIII
- Papa Benedetto XIV
- Papa Clemente XIII
- Cardinale Marcantonio Colonna
- Cardinale Giacinto Sigismondo Gerdil, B.
- Cardinale Giulio Maria della Somaglia
- Cardinale Luigi Emmanuele Nicolo Lambruschini, B.
- Papa Leone XIII
- Cardinale Giuseppe Antonio Ermenegildo Prisco
- Vescovo Gaetano Müller